# 5432 Імакііре
5432 Імакііре (5432 Imakiire) — астероїд головного поясу, відкритий 3 листопада 1988 року.
Тіссеранів параметр щодо Юпітера — 3,395.